# Lago Calamone
Il lago Calamone detto anche lago del Ventasso, è situato sul versante nord occidentale del monte Ventasso, nei pressi di Ramiseto in provincia di Reggio Emilia. 

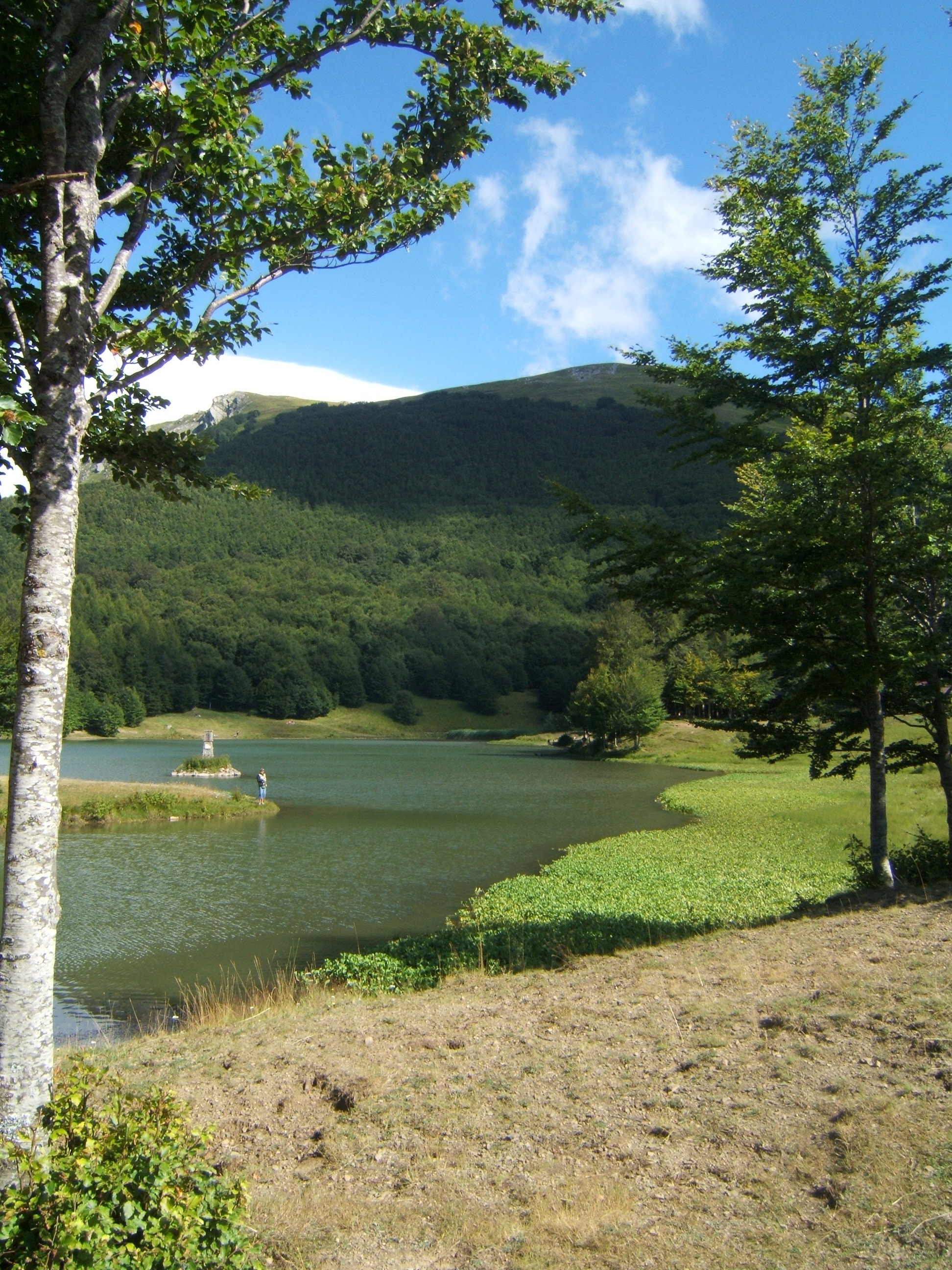
Il Lago Calamone.

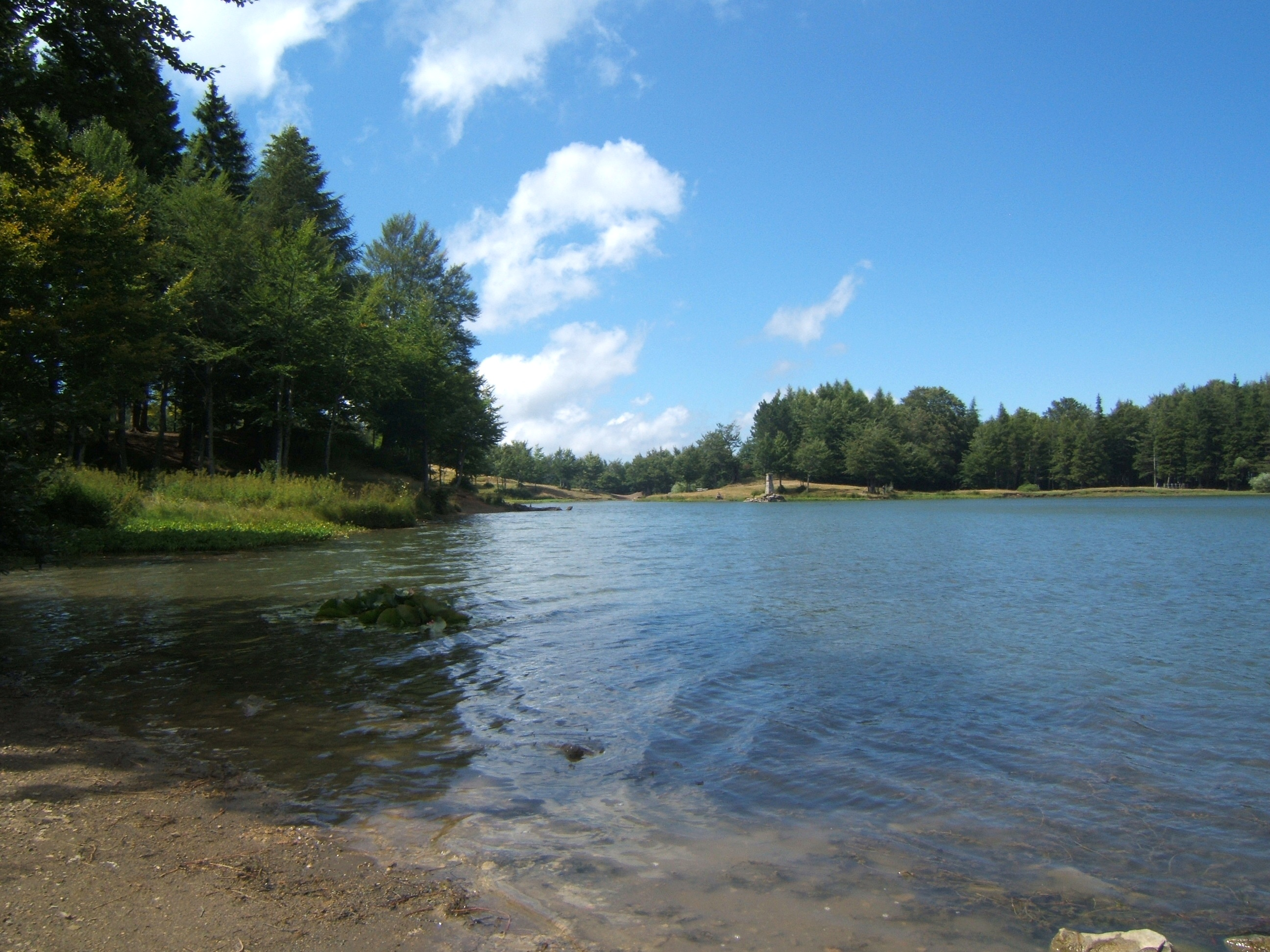
Il Lago Calamone.

## Descrizione

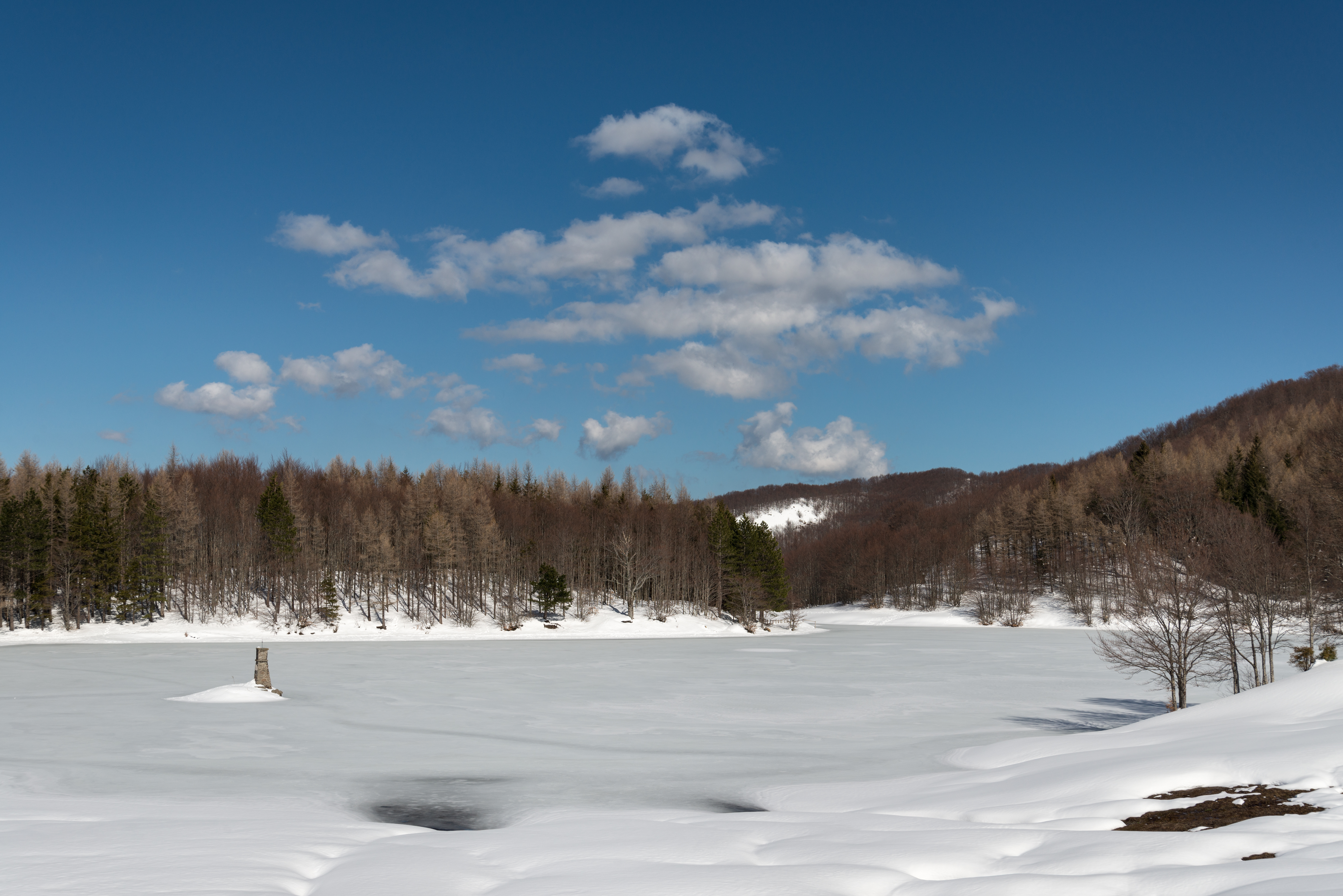
Il lago d'inverno

Il lago è di origine glaciale e si trova ad un'altitudine di circa 1400 m. È alimentato da tre sorgenti naturali ed è il più vasto lago naturale della provincia di Reggio Emilia. L'emissario, il torrente Lonza, è un affluente dell'Enza. È circondato da ampi boschi di faggio e conifere in ottimo stato di conservazione. Sulle rive si trova un nucleo di esemplari di abete bianco.
Il lago Calamone è facilmente raggiungibile da Ventasso Laghi seguendo la strada forestale chiusa al traffico che sale lungo le pendici del monte. Dal lago partono i sentieri CAI 663 e 661 per la cima del monte Ventasso. Sulla sponda, il rifugio Venusta effettua apertura stagionale.